# Вольф фон Бідерманн
Барон Вольф фон Бідерманн (нім. Wolf Freiherr von Biedermann; 11 липня 1890, Гербешталь, Бельгія — 14 травня 1964, Вісбаден, ФРН) — німецький офіцер, генерал-майор люфтваффе.

## Біографія
24 січня 1911 року поступив на службу в 13-й піхотний полк №178. Під час Першої світової війни перейшов у ВПС і пройшов курс пілота. Після демобілізації армії залишений у рейхсвері. 30 вересня 1928 року офіційно звільнився, щоб пройти секретну льотну підготовку. 1 червня 1930 року повернувся на дійсні службу в 10-й піхотний полк. 1 жовтня 1934 року перейшов у люфтваффе. До кінця вересня 1935 року був референтом Імперського міністерства авіації, після чого до кінця березня 1939 року був командиром запасного авіаційного батальйону і комендантом авіабази Штаде.
З квітня 1939 року — командир навчального авіаційного полку і комендант авіабази Зальцведеля. В 1940 році призначений комендантом авіабази Гальберштадта. З 9 жовтня по 28 листопада 1942 року — командир 7-ї авіапольової дивізії, яка діяла на Східному фронті. В березні-грудні 1943 року перебував у резерві. З 1 січня 1944 по 3 січня 1945 року — командир 2-ї військової інженерної школи в Мерзебурзі. Станом на 1 лютого 1945 року Бідерманн перебував у розпорядженні 3-го запасного авіаційного батальйону, проте жодної командної посади не отримав. 8 травня 1945 року потрапив у британський полон, в травні 1948 року звільнений.

## Нагороди
- Залізний хрест 2-го і 1-го класу
- Орден Альберта (Саксонія), лицарський хрест 2-го класу з мечами
- Орден Заслуг (Саксонія), лицарський хрест 2-го класу з мечами
- Нагрудний знак військового пілота (Пруссія)
- Почесний хрест ветерана війни з мечами
- Медаль «За вислугу років у Вермахті» 4-го, 3-го, 2-го і 1-го класу (25 років)